# Mario Party 10
Mario Party 10 là một trò chơi điện tử nhiều người chơi được phát triển bởi NDcube và phát hành bởi Nintendo cho máy chơi Wii U của họ. Đây là phần thứ mười trong series Mario Party, phần mười bốn trong series chính thức và là trò chơi đầu tiên và duy nhất trong series cho Wii U. Trò chơi được phát hành trên toàn thế giới vào tháng 3 năm 2015. Có mười hai nhân vật có thể chơi được cho mọi khía cạnh của trò chơi, trong đó Donkey Kong lần đầu tiền có thể chơi được dưới tên chính thức thay cho tên DK xuất hiện ở Mario Party 10.  Sau Mario Party 10 là Super Mario Party, được ra mắt vào tháng 10 năm 2018.

## Luật chơi
Mario Party 10 tiếp tục chơi theo kiểu di chuyển lần lượt giống như Mario Party 9, trong đó bốn người chơi (được điều khiển bởi người chơi hoặc máy tính) cạnh tranh với nhau trên một bảng trò chơi bằng cách tham gia vào các minigame khác nhau. Cùng với chế độ Mario Party nguyên bản, trò chơi giới thiệu hai chế độ mới có tên Bowser Party và Amiibo Party.

### Chế độ Mario Party
Luật chơi giống như Mario Party 9, theo đó cả bốn người chơi cùng di chuyển lần lượt từ vị trí xuất phát trong một chiếc ô tô. Nếu tất cả sáu số (1 đến 6) của khối xúc xắc đều được tung ít nhất 1 lần (trước Homestrech!), Bowser sẽ xuất hiện và lấy một nửa số ngôi sao nhỏ (Ministar) từ người chơi đã giải thoát hắn. Nếu sau Homestrech! mà Bowser chưa được giải thoát, hắn sẽ bị nhốt và Bowser Jr. sẽ xuất hiện, cùng với đó là những ô của anh ta. Riêng ở trong "Chaos Castle", Toad sẽ bị giam bởi Bowser. Nếu tất cả sáu số trên đều được tung ít nhất 1 lần (trước Homestrech!), Toad sẽ được giải thoát và tặng 20 ngôi sao nhỏ cho người chơi đã giải thoát anh.

### Chế độ Bowser Party
Trong Bowser Party, người chơi thứ năm điều khiển Bowser bằng Wii U Gamepad. Trong chế độ này, bốn người chơi chính có nhiệm vụ đi đến cuối bảng mà không bị mất hết trái tim trong khi tránh bị bắt bởi Bowser, người đang cố gắng ngăn chặn họ. Nếu Bowser bắt kịp những người chơi khác, một minigame sẽ diễn ra. Trong đó Bowser sẽ sử dụng các tính năng của GamePad để kích hoạt các thiết bị khác nhau, chẳng hạn như "Fire Bar Fury", "Painball" hay Bad Breath, trong khi những người chơi khác cố gắng không bị mất trái tim. Cả bốn người chơi đều giành chiến thắng nếu có ít nhất một người chơi đến đích mà vẫn còn trái tim, nhưng nếu tất cả người chơi bị đánh bại, Bowser sẽ thắng.

### Chế độ amiibo Party
amiibo Party bao gồm tối đa bốn nhân vật Amiibo chơi trên các bảng được thiết kế cho các nhân vật đó. Người chơi sở hữu một Amiibo được thể hiện trên bảng bằng một hình bốn phần, trong khi những người chơi không có ai được thể hiện bằng một tấm bìa cứng hai chiều. Chế độ này có lối chơi tương tự như dòng Mario Party gốc thông qua Mario Party DS. Các nhân vật tương thích bao gồm Mario, Luigi, Công chúa Peach, Toad, Bowser, Yoshi, Donkey Kong, Wario và Rosalina.

## Đón nhận
Mario Party 10 nhận được nhiều ý kiến trái chiều từ các nhà phê bình, đạt tổng điểm 66/100 từ Metacritic. Các nhà phê bình khen ngợi đồ họa và minigame, nhưng không đánh giá cao bảng tuyến tính và lối chơi dựa trên may mắn. Bowser Party được khen ngợi trong việc chơi nhiều người và tính sử dụng Gamepad cao, nhưng Amiibo Party có bảng không hay lắm và yêu cầu người chơi phải chạm Amiibo của họ vào GamePad mỗi khi họ cần lựa chọn. Samuel Claiborn của IGN đã cho điểm 6,5 trên 10, nói rằng nó "mang theo một số ý tưởng không phù hợp từ Mario Party 9 và không đem đến niềm vui". Andre Segers của GameXplain đã xếp hạng trò chơi "Meh", gọi chế độ Mario Party là "hoàn toàn ngẫu nhiên và tùy tiện" và nói rằng Bowser Party phát triển nhanh chóng do số lượng minigame và nó chỉ có thể chơi được trên ba bảng. Ông so sánh nó không thuận lợi với các game trước trong Mario Party. Mark Walton của GameSpot đã cho Mario Party 10 điểm 6/10 vì anh cho rằng game đã quá quen thuộc với các game trước đây. Anh cảm thấy game thiếu đi sự hấp dẫn kéo dài và hao mòn nhanh chóng. "Mặc dù có bổ sung Amiibo và các trò chơi GamePad Bowser, cũng như tính thẩm mỹ đầy màu sắc và tươi sáng thú vị, nhưng khó có thể bỏ qua trò chơi này tương tự như những người tiền nhiệm của nó. Nhưng ngay cả khi bạn có thể bỏ qua nó, thì sự thật vẫn còn minigame theo sau và một nhóm bạn tốt để thưởng thức nó, Mario Party 10 không có chiều sâu hay thách thức để giữ sự chú ý của bạn lâu dài. "

### Kết quả phát hành
Tại Vương quốc Anh, Mario Party 10 là tựa game bán chạy tốt thứ hai trong Mario Party, chỉ sau Mario Party 8. Tại Hoa Kỳ, khoảng 290.000 bản sao qua đĩa hay được tải xuống của trò chơi đã được bán vào cuối tháng 3 năm 2015. Con số này cao hơn Mario Party 9, với 230.000 bản được bán trong khoảng ba tuần. Tại Nhật Bản, Mario Party 10 không được quan tâm nhiều so với trò chơi trước đó, chỉ bán được khoảng 50.000 bản trong tuần đầu tiên. Tính đến cuối tháng 6 năm 2015, hơn 159.000 bản đã được bán tại Nhật Bản. Tính đến ngày 30 tháng 9 năm 2018, trò chơi có doanh số trên toàn thế giới là 2,19 triệu bản và là tựa game bán chạy thứ mười trên Wii U.